# Libor Radimec
Libor Radimec (* 22. května 1950 Ostrava) je bývalý československý fotbalový obránce, většinu kariéry hrál za klub Baník Ostrava. Odehrál i 17 zápasů za reprezentaci Československa, se kterou získal zlatou olympijskou medaili na olympiádě 1980 v Moskvě. Jeho otcem byl ligový fotbalista Karel Radimec.

## Kariéra

### Kluby
S fotbalem začínal v ostravském klubu TJ VŽKG, v 19 letech odešel do vojenského týmu Dukla Jindřichův Hradec, a poté se vrátil zpět do Vítkovic. V létě 1973 přestoupil do Baníku Ostrava, kde hrával nejdříve v záloze, později jako libero. S Baníkem vyhrál třikrát československou ligu a jednou československý pohár. V lize odehrál celkem 212 zápasů a vstřelil 20 gólů. V roce 1983 přestoupil do rakouského FK Austria Vídeň, a kariéru dokončil v First Vienna FC, kde hrál do roku 1985.

### Reprezentace
V reprezentaci debutoval poměrně pozdě, ve 30 letech, 30. dubna 1980 proti Maďarsku. Byl v nominaci na Euro 1980, ale v posledním ligovém kole se zranil. Byl ale připraven pro olympijské hry 1980 v Sovětském svazu, kde československá reprezentace vybojovala zlato. Byl také v týmu na mistrovství světa v roce 1982, ale zde Československo vypadlo v základní skupině bez vítězství.

### Prvoligová bilance
| Ročník                                     | Zápasy | Góly | Minuty | Klub                 |
| ------------------------------------------ | ------ | ---- | ------ | -------------------- |
| 2. československá fotbalová liga 1971/1972 | -      | -    | –      | TJ VŽKG Vítkovice    |
| 2. československá fotbalová liga 1972/1973 | -      | -    | –      | TJ VŽKG Vítkovice    |
| 1. československá fotbalová liga 1973/1974 | 7      | 2    | –      | TJ Baník OKD Ostrava |
| 1. československá fotbalová liga 1974/1975 | 9      | 1    | –      | TJ Baník OKD Ostrava |
| 1. československá fotbalová liga 1975/1976 | 18     | 3    | –      | TJ Baník OKD Ostrava |
| 1. československá fotbalová liga 1976/1977 | 20     | 5    | –      | TJ Baník OKD Ostrava |
| 1. československá fotbalová liga 1977/1978 | 30     | 2    | –      | TJ Baník OKD Ostrava |
| 1. československá fotbalová liga 1978/1979 | 30     | 0    | –      | TJ Baník OKD Ostrava |
| 1. československá fotbalová liga 1979/1980 | 29     | 1    | –      | TJ Baník OKD Ostrava |
| 1. československá fotbalová liga 1980/1981 | 30     | 1    | –      | TJ Baník OKD Ostrava |
| 1. československá fotbalová liga 1981/1982 | 29     | 3    | –      | TJ Baník OKD Ostrava |
| 1. československá fotbalová liga 1982/1983 | 10     | 2    | –      | TJ Baník OKD Ostrava |
| Rakouská fotbalová Bundesliga 1983/1984    | 8      | 0    | –      | FK Austria Vídeň     |
| Rakouská fotbalová Bundesliga 1984/1985    | 30     | 1    | –      | First Vienna FC 1894 |
| CELKEM I. ČS. LIGA                         | 212    | 20   | –      |                      |
| CELKEM Rakouská fotbalová Bundesliga       | 38     | 1    | –      |                      |